# Weselin Mareszki
Weselin Najdenow Mareszki, bułg. Веселин Найденов Марешки (ur. 26 marca 1967 w Warnie) – bułgarski przedsiębiorca, polityk i samorządowiec, kandydat w wyborach prezydenckich.

## Życiorys
Po ukończeniu szkoły średniej podjął studia inżynierskie w Moskwie. Po trzech latach powrócił do Bułgarii, gdzie został absolwentem Uniwersytetu Technicznego w Warnie. Na początku lat 90. zajął się prowadzeniem własnej działalności gospodarczej na bułgarskim rynku farmaceutycznym. Został właścicielem ogólnokrajowej sieci aptek pod nazwą „Mareszki”. Został także właścicielem centrum medycznego w Warnie, swoją działalność biznesową rozszerzył także na sektor budowlany i paliwowy.
Był radnym Warny z ramienia Porządku, Prawa i Sprawiedliwości oraz wiceprzewodniczącym rady miejskiej. W 2011 bez powodzenia ubiegał się o urząd burmistrza tej miejscowości, przegrywając w drugiej turze. W 2016 wystartował w wyborach prezydenckich jako kandydat niezależny. W pierwszej turze głosowania zajął czwarte miejsce z wynikiem 11,2% głosów. Stanął na czele ugrupowania Wola. W wyborach parlamentarnych w 2017 jego partia otrzymała 4,2% głosów i 12 mandatów w Zgromadzeniu Narodowym, z których jeden przypadł jej liderowi. W 2021 jego ugrupowanie zawarło koalicję z partią NFSB, która w wyborach nie przekroczyła progu wyborczego. Wola nie uzyskała mandatów również w kolejnych wyborach. W wyborach prezydenckich z listopada 2021 Weselin Mareszki dostał natomiast 0,4% głosów.